# Bosznia
Bosznia (biał. Башня, Basznia; ros. Бошня, Bosznia) – wieś na Białorusi, w obwodzie brzeskim, w rejonie janowskim, w sielsowiecie Rudzk, nad Kanałem Dniepr-Bug (Królewskim).

## Historia
W XIX i w początkach XX w. położona była w Rosji, w guberni mińskiej, w powiecie kobryńskim, w gminie Odryżyn.
W dwudziestoleciu międzywojennym leżała w Polsce, w województwie poleskim, w powiecie drohickim, w gminie Janów. W 1921 miejscowość liczyła 152 mieszkańców, zamieszkałych w 22 budynkach, w tym 150 Polaków i 2 tutejszych. 150 mieszkańców było wyznania rzymskokatolickiego i 2 prawosławnego.
Po II wojnie światowej w granicach Związku Radzieckiego. Od 1991 w niepodległej Białorusi.